# تفجيرات العراق تموز 2013
خلال الأسبوعين الأولين من يوليو 2013، ضربت سلسلة من التفجيرات المتزامنة عمليات إطلاق النار عدة مدن في العراق، مما أسفر عن مقتل 389 شخصا على الأقل وإصابة أكثر من 800 آخرين.
وقع عدد من التفجيرات المنسقة في العاصمة بغداد،اسفر عن وقوع كبير من الضحايا في ذلك اليوم. انفجارين وقعا في حي الشعب اسفرا عن مقتل 9 وإصابة 24، ووقع تفجيرين آخرين في منطقة الشعلة أسفرا عن مقتل 12 واصابة 38. وسيارة مفخخة انفجرت في منطقة الحرية أوقعت ثلاثة قتلى و14 آخرين. وتفجيرين في أبو دشير أديا إلى مقتل 6 واصابة 25 آخرين على الأقل. ضربت تفجيرات بسيارات مفخخة مناطق الكمالية والدورة والعامرية، مما أسفر عن مقتل 11 شخصا وإصابة 43 آخرين. واطلق مسلحون مجهولون النار على ثلاثة أشخاص في مخزن للأغذية في الزعفرانية، في حين أن قنبلة لاصقة قتلت أستاذ جامعي في المكان نفسه، وقتل أيضا حلاق وطبيب في هجومين منفصلين. وفي أبو غريب، انفجرت سيارة مفخخة في سوق شعبي أدت إلى مقتل 3 وجرح 14، في حين أن قنبلة لاصقة قتلت عضوا في الصحوة وجرحت اثنين آخرين.
تم الإبلاغ عن مقتل أربعة أشخاص في هجوم مسلح نفذه مسلحون بأسلحة آلية على مقهى في السيدية. وقتل أربعة آخرون وجرح 17 عندما انفجرت قنبلة أثناء تشييع جنازة في هبهب. وانفجرت عبلة ناسفة على جانب الطريق في كركوك أدت إلى مقتل مدني وأصابة آخر، واغتال مسلحون في الفلوجة بطل كمال الأجسام في العراق وجرح انفجار آخر 3 مدنيين.
في مدينة الموصل بشمال العراق، قتل أربعة جنود الجيش العراقي وأصيب أربعة آخرون خلال اشتباكات مع مسلحين في الأجزاء الغربية من المدينة. وأصاب انفجار عبوة ناسفة اثنين من المدنيين، في حين قتل اثنان آخران وأصيب ضابط شرطة بجروح في انفجار منفصل. وفي منطقة البعاج قرب الحدود العراقية مع سوريا، جرت اشتباكات مع مسلحين قتل خلالها أربعة ضباط وسبعة من مهاجمين وأصيب خمسة من رجال الشرطة بجروح. وتمكنت القوات الأمنية في تلعفر من قتل انتحاريا قبل أن يتمكن من تفجير سترته الناسفة.
بالإضافة إلى ذلك، تم الإبلاغ عن عدد قليل من الهجمات في جنوب العراق، حيث انفجرت سيارة مفخخة في السماوة أوقعت 3 وجرحت 20 آخرين، وهجوم مماثل وقع في العمارة وترك قتيلان و19 جريحا. انفجار آخر في مدينة البصرة إصابة ثلاثة من المارة بجروح متفاوتة.